# 新巴甫利夫卡 (貝雷濟夫卡區)
47°30′17″N 30°15′54″E / 47.50472°N 30.26500°E
新巴甫利夫卡（烏克蘭語：Новопавлівка）是位於烏克蘭西南部的村莊，由敖德薩州貝雷濟夫卡區的舊馬亞基市鎮負責管轄。該村始建於1870年，面積0.21平方公里，海拔高度56米，2001年人口6，人口密度每平方公里28.57人。